# Wakefield

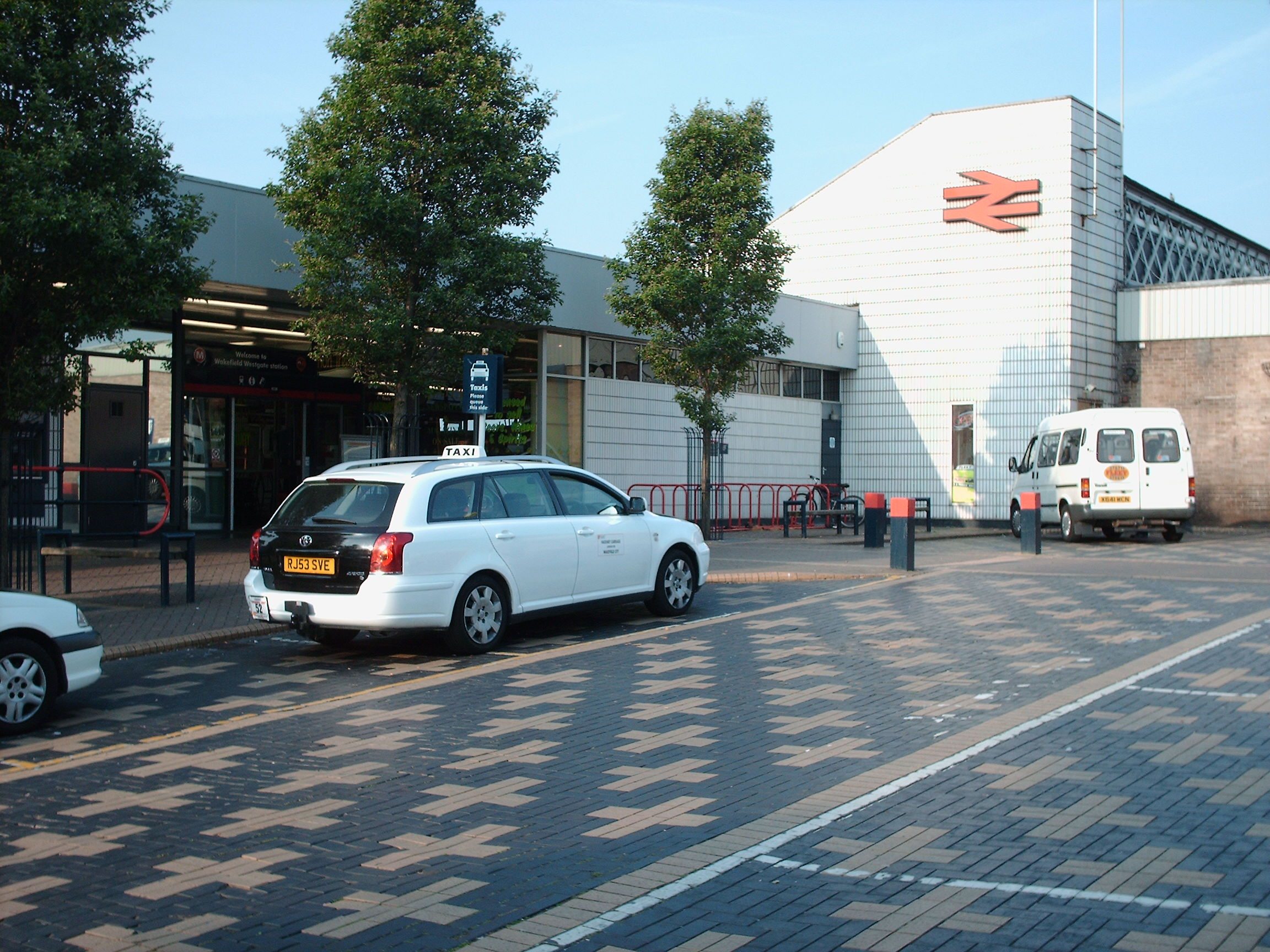
Dworzec kolejowy Wakefield Westgate

Wakefield – miasto w północnej Anglii (Wielka Brytania), w hrabstwie metropolitalnym West Yorkshire, w dystrykcie Wakefield. Miasto położone nad rzeką Calder. W 2001 roku miasto liczyło 76 886 mieszkańców.

## Transport
Miasto posiada dwie stacje kolejowe zlokalizowane w centrum, Wakefield Westgate (pociągi do Leeds, Doncaster, Sheffield i stacja na East Coast Main Line, gdzie stacją końcową jest King’s Cross Station w Londynie) i Wakefield Kirkgate (pociągi do Barnsley, Meadowhall, Sheffield, Normanton, Pontefract, Knottingley, Leeds i Castleford). Stacja Wakefield Westgate utrzymywana jest przez przedsiębiorstwo East Coast, która świadczy usługi na linii z Leeds do Londynu, oraz odpowiada za bezpieczeństwo na parkingu, kasy biletowe i sklepy. Natomiast stacja Wakefield Kirkgate w przeciwieństwie do Wakefield Westgate nie posiada kas biletowych i automatów biletowych. Stacja Kirkgate jest obsługiwana przez Northern Rail. Drugie połączenie do Londynu oferowane jest przez East Midlands Trains, gdzie pociągi kursują przez Leicester i St Pancras, oraz wkrótce będą dojeżdżać do międzynarodowej stacji.
Następujące sukcesy FreeCityBus w Leeds i FreeTownBus w Huddersfield, wpłynęły na rozpoczęcie 6 miesięcznej próby darmowej komunikacji w Wakefield. Projekt FreeCityBus rozpoczęto 23 kwietnia 2007. Trasa łączy kluczowe miejsca w mieście. Obejmuje m.in. dworzec autobusowy, dworce kolejowe, galerię handlową i obszary handlowe. Autobusy jeżdżą w odstępach 10 minutowych, pomiędzy 7:30 i 19:00, od poniedziałku do piątku i od 8:30 do 17:00 w soboty. Pierwszego dnia z usługi skorzystało około 450 pasażerów.

## Gospodarka
W mieście rozwinął się przemysł wełniarski, włókien syntetycznych, barwników, maszynowy oraz spożywczy.

## Kultura

### Sport
Miasto Wakefield  znane jest z ligowego klubu rugby Wakefield Trinity Wildcats. Klub utworzony w 1873, ma zmienną historię, z okresem chwały przypadającym na lata 60. XX wieku. Wtedy to Neil Fox, Derek 'Rocky' Turner, Keith Holliday i Harold Poynton pod kierunkiem trenera Ken Traill grali w elitarnej Super Lidze.
Klub Wildcats, Wakefield's był najlepszy w sezonie 2004, kiedy jego zawodnicy zdobyli playoffs Super Ligi pokonując Hull F.C i nieznacznie przegrywając z Wigan Warriors.
Wakefield RFC był miejskim związkowym klubem rugby od 1901 do 2004, wtedy to klub zaprzestał grać po degradacji i niedostatecznym finansowaniu.
Wakefield F.C. jest zespołem piłkarskim grającym w Unibond League First Division, przeniesionym z miejscowości Emley w 2001. Piłkarze rozgrywali mecze w Belle Vue, na terenie przyległym Trinity, aż do końca sezonu 2005/2006. Następnie przenieśli się do College Grove, gdzie rozpoczęli sezon 2006/2007.
Frickley Athletic F.C. jest klubem piłkarskim prowadzonym w dzielnicy Wakefield. Klub rozgrywa mecze w UniBond Premier Division. 
Krykiet i amatorska liga rugby jest uprawiana w wielu wioskach wokół miasta.
Jedną z innych godnych uwagi drużyn był zespół hokejowy Wakefield Warriors, który podczas krótkiego czasu istnienia był udekorowany w brytyjskich i europejskich mistrzostwach.
Ostatnimi czasy dwaj pływaccy seniorzy, (Ian Perrell i Rachel Jack), mieszkający na obszarze Wakefield osiągają sukcesy. 
Wakefield Harriers A.C. jest klubem atletycznym zlokalizowanym przy Thornes Park Athletics Stadium i jest domem dla międzynarodowych atletów m.in. Emily Freeman i Charlene Thomas.
Wakefield Polonia VC – drużyna siatkówki występująca obecnie w West Yorkshire League. Drużynę założyli i prowadzą mieszkający w Wakefield Polacy.

### Media
Wakefield ma własne gazety –  the Wakefield Express, the Wakefield Guardian i stację radiową Ridings FM. Tutaj ukazują się także liczne darmowe czasopisma m.in. Excelle, Solo i The Wakefield Review.
Film „This Sporting Life (1963)” rozgrywa się w Wakefield. Przedstawia ciężkie realia w kopalniach i ligi Rugby. Reżyserem filmu jest Lindsay Anderson, scenariusz napisał David Storey, a główną rolę gra Richard Harris. Wiele obrazów centrum miasta jest bardzo różnych od dzisiejszego Wakefield. Aktualnie film jest jakby reliktem ukazującym odmienny Wakefield. Jednak należy pamiętać, że „This Sporting Life” nie mówi głównie o mieście Wakefield, w przeciwieństwie do takich filmów jak Kes który związany jest z Barnsley, The Full Monty w Sheffield lub Rita, Sue and Bob Too którego akcja dzieje się w Bradford.
W czerwcu 2005 Wakefield był miejscem programu telewizyjnego Most Haunted. Program tworzony był w trakcie przesilenie letniego w różnych lokalizacjach wokół miasta m.in. Wakefield Opera House. Podczas programu próbowano nawiązać kontakt z duchem James Ellison, dawnym członkiem rady miasta.

### Parki i zabytki
- Pugneys Country Park – tereny rekreacyjne, oferujące niemotorowe sporty wodne i rezerwat natury
- Ruiny Sandal Castle
- National Coal Mining Museum – krajowe muzeum górnictwa węgla
- Walton Hall – rezerwat natury utworzony przez badacza Charles Waterton
- Yorkshire Sculpture Park – park rzeźby
- Bretton Hall – rezydencja
- Katedra Wakefield
- Galeria Barbary Hepworth jest częścią odrestaurowanego nabrzeża w centrum miasta
- Nostell Priory – rezydencja
- Anglers Country Park i Heronry – tereny rekreacyjne
- Thornes Park

## Miasta partnerskie
- Biełgorod
- Castres
- Hénin-Beaumont
- Herne
- Konin